# Löcken
Löcken ist ein östlicher Ortsteil der Gemeinde Waldfeucht im nordrhein-westfälischen Kreis Heinsberg. Der Ort gehört zur Pfarre Braunsrath.

## Geschichte
1277 wird Löcken als Lucken, das heißt Luke, Lücke oder Lichtung, zusammen mit Schöndorf und Selsten erstmals urkundlich erwähnt. Von 1797 bis 1815 gehört Löcken zur Mairie Braunsrath, welche ebenso wie die Mairien Haaren und Waldfeucht dem Kanton Heinsberg im Département de la Roer angehört. Dann kommt der Ort an den preußischen Kreis Heinsberg. 1935 wird das Amt Waldfeucht mit den Bürgermeistereien Braunsrath, Haaren, Saeffelen und Waldfeucht gebildet. Zur Bürgermeisterei Braunsrath gehören neben Löcken noch Braunsrath, Hontem, Obspringen, Schöndorf und Selsten. Am 1. Januar 1972 wird die Gemeinde Waldfeucht aus dem Amt Waldfeucht – außer Saeffelen – gebildet. Löcken wird zusammen mit Braunsrath in die Gemeinde Waldfeucht eingegliedert.

## Sehenswürdigkeiten

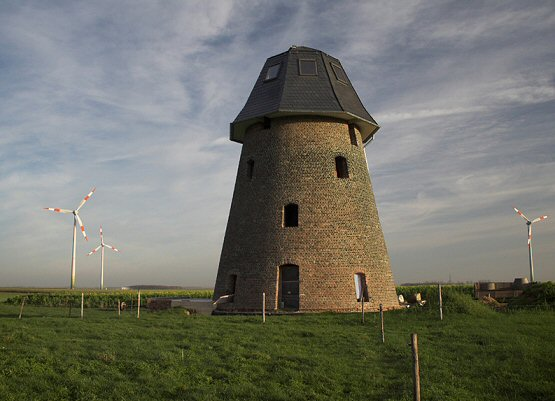
Löckener Mühle

Die ehemalige Turmwindmühle („Erdholländer“) Löckener Mühle nördlich der Maarstraße wurde 1873 errichtet und ist als Ruine erhalten. Bis 1923 war sie als Ölmühle in Betrieb. Seit 2006/2007 umgebaut zu einem Wohnhaus.

## Verkehr
Die nächste Anschlussstelle ist Heinsberg auf der A 46.
Die AVV-Buslinie 474 der WestVerkehr verbindet Löcken an Schultagen mit Selsten, Waldfeucht und Heinsberg.
Zudem verkehrt der Multi-Bus seit dem 9. Juni 2024 kreisweit erweitert und zu einheitlichen Bedienzeiten. Mehr Informationen gibt es bei WestVerkehr.
| Linie | Verlauf |
| ----- | --- |
| 474   | Heinsberg Busbf – (Aphoven – Laffeld –) Selsten – (Braunsrath – Löcken – Schöndorf – Obspringen – Brüggelchen) / Hontem – Waldfeucht – Bocket – Saeffelen / Abzw. Nachbarheid ← Breberen – (Harzelt ← Langbroich ←) (Kievelberg – Hastenrath) / (Brüxgen – Schümm) / Vinteln – Gangelt |